# Madotheca revoluta
Madotheca revoluta là một loài rêu trong họ Porellaceae. Loài này được Lehm. mô tả khoa học đầu tiên năm 1832.
Danh pháp khoa học của loài này chưa được làm sáng tỏ. 